# Ashaninka (langue)
Ne doit pas être confondu avec Ashéninka.
L’ashaninka est une langue arawakienne parlée par les Asháninkas au Brésil et au Pérou.

## Écriture
| a | b | ch | e | i | j | k | m | n | ñ | o | p | r | s | sh | t | ts | ty | y |